# Códices mexicas

El Códice Fejérváry-Mayer, también llamado
Códice Pochteca.

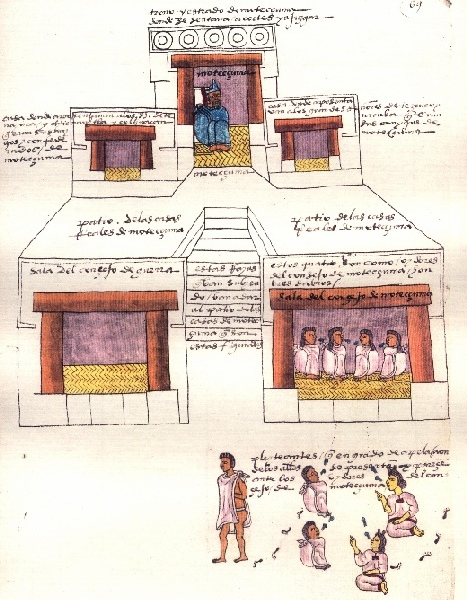
Folio 69 del Códice Mendoza, palacio de Moctezuma Xocoyotzin.

Los códices mexicas (aztecas) (náhuatl: Mēxihcatl āmoxtli pronunciación: [meˈʃiʔkatɬ aːˈmoʃtɬi], sing. Codex) son manuscritos mesoamericanos hechos por los mexicas precolombinos y sus descendientes de habla náhuatl durante el período colonial en México.
Aunque actualmente se tiene acceso a muy pocos códices anteriores a la conquista española de México, se sabe que el oficio de tlacuilo cambió considerablemente con la cultura colonial. Los académicos cuentan con acceso a una colección de códices y documentos del lenguaje náhuatl de la época colonial, los cuales son los textos fundacionales de la nueva filología de esta lengua, los cuales se utilizan para crear trabajos académicos desde el punto de vista indígena. Los códices mexicas también se pueden definir como dibujos, ya que los mexicas escribían de esta manera, a esto se le llama escritura pictográfica.

## Historia
Antes del comienzo de la colonización española de las Américas, los mexicas y sus vecinos del Valle de México y sus alrededores dependían de libros pintados y registros para documentar muchos aspectos de sus vidas. Los manuscritos pintados contenían información sobre su historia, ciencia, tenencia de la tierra, tributo y rituales sagrados.[1] Según el testimonio de Bernal Díaz del Castillo, Moctezuma tenía una biblioteca repleta de tales libros, conocidos como amatl o amoxtli, guardados por un calpixqui o noble en su palacio, algunos de ellos relacionados con el tributo.[2] Después de la conquista de Tenochtitlan, las naciones indígenas continuaron produciendo manuscritos pintados y los españoles llegaron a aceptarlos y confiar en ellos como registros válidos y potencialmente importantes. La tradición nativa de documentación y expresión pictórica continuó con fuerza en el Valle de México varias generaciones después de la llegada de los europeos. Los últimos ejemplos de esta tradición se remontan a principios del siglo XVII.[1]

## Formatos
Desde el siglo XIX, la palabra códice se ha aplicado a todos los manuscritos pictóricos mesoamericanos, independientemente del formato o la fecha, a pesar de que los manuscritos aztecas prehispánicos eran (estrictamente hablando) de forma no códica.[3] Los códices aztecas generalmente estaban hechos de hojas largas de papel de corteza de higo (amate) o pieles de venado estiradas cosidas para formar tiras largas y estrechas; otros fueron pintados sobre grandes telas.[4] Así, los formatos habituales incluyen libros serigrafiados, tiras conocidas como tiras, rollos y telas, también conocidas como lienzos. Si bien ningún códice azteca conserva sus cubiertas, a partir del ejemplo de los códices mixtecos se supone que los libros plegables aztecas tenían cubiertas de madera, quizás decoradas con mosaicos en turquesa, como sugieren las cubiertas de madera supervivientes del Códice Vaticano B.[5]

## Escritura y pictografía
Los códices mexicas se diferencian de los libros europeos en que la mayor parte de su contenido es de naturaleza pictórica. En cuanto a si partes de estos libros pueden ser consideradas como escritura, los académicos actuales se dividen en dos escuelas: los que avalan las perspectivas gramatológicas, que consideran estos documentos como una mezcla de iconografía y escritura propiamente dichas, y los que tienen perspectivas semasiográficas, que considéralos un sistema de comunicación gráfica que admite la presencia de glifos que denotan sonidos (glotografía). En cualquier caso, ambas escuelas coinciden en que la mayor parte de la información contenida en estos manuscritos se transmitía por imágenes, y no por escrito, que se restringía a los nombres.
Según Donald Robertson, el primer erudito en intentar una clasificación sistemática de los manuscritos pictóricos aztecas, el estilo pictórico mesoamericano anterior a la conquista en el centro de México puede definirse como similar al de los mixtecos. Esto tiene razones históricas, pues según el Códice Xólotl e historiadores como Ixtlilxóchitl, el arte del tlacuilolli o pintura manuscrita fue introducido a los antepasados tolteca-chichimecas de los tetzcocanos por los tlaoilolaques y chimalpanecas, dos tribus toltecas de las tierras de los mixtecos.[9] El estilo mixteco se definiría por el uso de la "línea de marco" nativa, que tiene el propósito principal de encerrar áreas de color. así como para calificar simbólicamente áreas así encerradas. El color generalmente se aplica dentro de dichos límites lineales, sin ningún tipo de modelado o sombreado. Las formas humanas se pueden dividir en partes componentes separables, mientras que las formas arquitectónicas no son realistas, sino que están sujetas a convenciones. La tridimensionalidad y la perspectiva están ausentes. En contraste, los códices posteriores a la conquista presentan el uso de líneas de contorno europeas que varían en ancho e ilusiones de tridimensionalidad y perspectiva.[3] Posteriormente, Elizabeth Hill-Boone dio una definición más precisa del estilo pictórico azteca, sugiriendo la existencia de un estilo azteca particular como variante del estilo Mixteca-Puebla, caracterizado por un mayor naturalismo[10] y el uso de glifos calendáricos particulares. que son ligeramente diferentes a los de los códices mixtecos.
En cuanto a las escuelas locales dentro del estilo pictórico mexica, Robertson fue el primero en distinguir tres de ellas:
Escuela de México Tenochtitlan: Con sede en la capital imperial de Tenochtitlan, comprende dos etapas, una temprana que incluiría la Matrícula de Tributos, Plano en Papel de Maguey, Códice Boturini y el Códice Borgia; y uno posterior, que estaría integrado por Codex Mendoza, Codex Telleriano-Remensis, Codex Osuna, Codex Mexicanus y el Grupo Magliabechiano.
Escuela de Texcoco: Con sede en el estado de Texcoco (altepetl), esta escuela comprende documentos relacionados con la corte de Nezahualcóyotl. Sus principales representantes son el Mapa Quinatzin, el Mapa Tlotzin, el Códice Xólotl, el Códice en Cruz, la Rueda Calendárica de Boban y las Relaciones Geográficas de Texcoco.
Escuela de Tlatelolco: Con sede en la ciudad hermana de Tenochtitlan, Tlatelolco, esta escuela está asociada con el herbario Badianus, el Mapa de Santa Cruz, el Códice de Tlatelolco y el Códice Florentino.
Supervivencia y preservación
Una gran cantidad de textos indígenas prehispánicos y coloniales han sido destruidos o perdidos con el paso del tiempo. Por ejemplo, cuando Hernán Cortés y sus seiscientos conquistadores desembarcaron en tierra azteca en 1519, encontraron que los aztecas guardaban libros tanto en los templos como en las bibliotecas asociadas a palacios como el de Moctezuma. Por ejemplo, además del testimonio de Bernal Díaz citado anteriormente, el conquistador Juan Cano describe algunos de los libros que se encuentran en la biblioteca de Moctezuma, que tratan sobre religión, genealogías, gobierno y geografía, lamentando su destrucción a manos de los españoles. , pues tales libros eran esenciales para el gobierno y la política de las naciones indígenas.[11] Las pérdidas adicionales fueron causadas por sacerdotes católicos, quienes destruyeron muchos de los manuscritos sobrevivientes durante el período colonial temprano, quemándolos porque los consideraban idólatras.[12]
El gran cuerpo existente de manuscritos que sobrevivieron ahora se puede encontrar en museos, archivos y colecciones privadas. Ha habido un considerable trabajo académico sobre códices individuales, así como la abrumadora tarea de clasificación y descripción. En la década de 1970 se llevó a cabo un importante proyecto de publicación de estudiosos de la etnohistoria mesoamericana: el volumen 14 del Handbook of Middle American Indians, Guide to Ethnohistorical Sources: Part Three está dedicado a manuscritos pictóricos de Mesoamérica, incluidas numerosas reproducciones de páginas individuales de importantes pictóricos Este volumen incluye el estudio y catálogo de pinturas mesoamericanas de John B. Glass y Donald Robertson, que comprende 434 entradas, de las cuales una parte considerable procede del Valle de México.
Se han considerado tres códices aztecas como posiblemente prehispánicos: el Codex Borbonicus, la Matrícula de Tributos y el Codex Boturini. Según Robertson, no sobrevivieron ejemplos de códices aztecas anteriores a la conquista, ya que consideró que el Codex Borbonicus y el Codex Boturini mostraban elementos limitados de influencia europea, como el espacio aparentemente dejado para agregar glosas en español para nombres calendáricos en el Codex Borbonicus y algunos elementos estilísticos de árboles en Codex Boturini.[3] De manera similar, la Matrícula de Tributos parece imitar las proporciones del papel europeo, en lugar de las nativas. Sin embargo, las opiniones de Robertson, que equiparaban el estilo mixteco y el azteca, han sido cuestionadas por Elizabeth-Hill Boone, quien consideraba una cualidad más naturalista de la escuela pictórica azteca. Por lo tanto, la situación cronológica de estos manuscritos aún es discutida, estando algunos estudiosos a favor de que sean prehispánicos y otros en contra.[13]

## Clasificación
Los tipos de información en los manuscritos se dividen en varias categorías: calendárica, histórica, genealógica, cartográfica, económica/tributaria, económica/censal y catastral, y económica/planes de propiedad.[14] Un censo de 434 manuscritos pictóricos de toda Mesoamérica da información sobre el título, sinónimos, ubicación, historia, estado de publicación, clasificación regional, fecha, descripción física, descripción de la obra en sí, ensayo bibliográfico, lista de ejemplares y bibliografía. .[15] También se relevan textos indígenas conocidos como manuscritos Techialoyan escritos en papel nativo (amatl). Siguen un formato estándar, generalmente escrito en náhuatl alfabético con contenido pictórico sobre una reunión de los líderes de un pueblo indígena dado y su delimitación de los límites del municipio.[16] Un tipo de textos religiosos pictóricos de la época colonial son los catecismos llamados manuscritos testerianos. Contienen oraciones y recursos mnemotécnicos.[17] Un tipo interesante de códice pictórico son los falsificados deliberadamente. John B. Glass publicó un catálogo de dichos manuscritos que se publicaron sin que se supieran las falsificaciones en ese momento.[18]
Otra fuente mixta alfabética y pictórica para la etnohistoria mesoamericana son las Relaciones geográficas de finales del siglo XVI, con información sobre asentamientos indígenas individuales en el México colonial, creadas por orden de la Corona española. Lo ideal era que cada relación incluyera una fotografía del pueblo, generalmente realizada por un residente indígena.

## Legado
La investigación continua de los códices ha sido influyente en la sociedad mexicana contemporánea, particularmente para los nahuas contemporáneos que ahora están leyendo estos textos para comprender mejor sus propias historias.[43][44] La investigación sobre estos códices también ha sido influyente en Los Ángeles, donde existe un creciente interés por la lengua y la cultura nahua en el siglo XXI.[45][46]

## Códice Aubin
El Códice Aubin ó códice Tonalámatl es la historia de la versión española del pueblo mexica, desde la migración de Aztlán -siglo XII- hasta la conquista española -siglo XVI-.

## Codex Borbonicus
El Códice Borbónico es un códice mexica de comienzos de la época colonial española, fue realizado en papel amate y plegado en forma de acordeón. Sus hojas miden aproximadamente 39 x 39,5 cm. Estuvo guardado en Monasterio de El Escorial hasta la guerra de la Independencia de México. Después llegó a Francia de forma desconocida y con las primeras y últimas hojas arrancadas. En 1826 fue comprado por la biblioteca de la Cámara de los Diputados de París. El códice debe su nombre al Palacio Borbón, donde se conserva. En 2004 Maarten Jansen y Gabina Aurora Pérez propusieron cambiar el nombre del códice a Codex Cihuacóatl, en honor a la diosa Cihuacóatl.

## Codex  Cuauhximalpan
El Códice Cuauhximalpan (Cuajimalpa) es uno de los códices que expresa el origen y pertenencia de varios pueblos y barrios que se encuentran en la actual alcaldía Cuajimalpa perteneciente a los Códices Techialoyan.

## Codex Florentino
El Códice florentino anteriormente conocido como Códice Laurentino, y más ampliamente conocido como Historia general de las cosas de Nueva España, el cual es una obra escrita, traducida, editada y supervisada por el fraile franciscano español Bernardino de Sahagún en náhuatl.

## Codex Laud
El códice Laud El códice es un texto acerca del tonalpohualli, el calendario ritual mexica. Parte del contenido incluye los símbolos de los días del mes mexica. Forma parte del grupo Borgia.

## Codex Mendoza
El Códice Mendoza es un códice de manufactura mexica, hecho en los años 1540 en papel europeo. Posterior a la Conqu y parte de los Códigos Borgia.sta de México, fue elaborado por tlacuilos mexicas, quienes usaron el sistema pictoglífico antiguo sobre un formato de tipo biombo. Después, un escriba español añadió glosas en escritura alfabética y en español interpretando lo plasmado con ayuda de intérpretes indígenas. Debe su nombre al hecho de que fue encargado por el primer virrey de Nueva España, Don Antonio de Mendoza y Pacheco.

## Codex Ramírez
El Códice Ramírez es un relato de la historia imperial mexica, sus deidades, festivales y una relación breve del calendario nativo.

## Codex Telleriano
El Códice Telleriano-Remensis es un manuscrito mexica de contenido ritual, calendárico e histórico pintado en 50 folios y tres partes.
También estánː 
- Códice Osuna
- Códice Tetlapalco

- Matrícula de Tributos
- Tira de la Peregrinación
- Relaciones (Domingo Chimalpáhin)